# Polyneoptera
Die Polyneoptera sind eine Verwandtschaftsgruppe (ein Taxon) der Insekten. Sie bilden eine Teilgruppe der sogenannten hemimetabolen Insekten mit direkter Entwicklung vom Ei über verschiedene Nymphenstadien bis zum geschlechtsreifen, meist geflügelten Insekt (Imago oder Adultus). Ihre Zusammengehörigkeit als Taxon (Monophylie) war lange Zeit umstritten, gilt aber heute, vor allem aufgrund phylogenomischer Untersuchungen als gesichert. Aus Deutschland sind 222 Arten der Polyneoptera bekannt, davon entfallen 117 auf die Steinfliegen, 82 auf die Heuschrecken und 23 auf die Schaben, Ohrwürmer und Fangschrecken.

## Merkmale
Die Polyneoptera sind eine morphologisch vielgestaltige Gruppe innerhalb der Neuflügler oder Neoptera, deren gemeinsame Merkmale vor allem mit Anpassungen an das Leben auf dem Boden oder in engen Räumen wie Spalten, Ritzen oder unter Rinde verbunden sind. Darin unterscheiden sich die Polyneoptera von den anderen Hauptlinien der geflügelten Insekten, den Holometabola, Paraneoptera und Palaeoptera, die im Grundplan andere Lebensräume besiedelten (auch wenn einzelne Teilgruppe wie z. B. die Käfer unabhängig einen ähnlichen Lebensraum kolonisierten und ähnliche Merkmale entwickelten). Folgende Anpassungen werden als abgeleitete Merkmale der Polyneoptera angesehen:
- Der Besitz von Tegmina, teilweise als Deckflügeln verstärkten lederartig derben Vorderflügeln[8]. Diese schützen die zarten Hinterflügel wenn die Tiere sich in engen Spalten oder Lebensräumen bewegen. Dieses Merkmal wurde sekundär in den Gruppen reduziert, die entweder über keine Flügel verfügen, ihre Flügel abwerfen (Termiten und Bodenläuse) oder die Hämolymphe aus den Flügel pumpen können (Tarsenspinner). In vielen Gruppen der Steinfliegen sind die Tegmina ebenfalls sekundär reduziert.
- Bau der Flügel. Bei den Polyneoptera sind die Hinterflügel meist in ihrer Fläche vergrößert, indem ihr hinterer Abschnitt, Analfeld oder Vannus genannt, erweitert ist.[8] Durch das vergrößerte Feld erzeugt der Hinterflügel mehr Auftrieb, was die verringerte Leistung der Tegmina ausgleicht. Dieses Merkmal ist bei den flügellosen Ordnungen der Grillenschaben und Fersenläufer nicht ausgebildet und bei den Bodenläusen, Termiten und Tarsenspinnern sekundär rückgebildet, was bei den ersten beiden Gruppen wahrscheinlich mit der Fähigkeit zusammenhängt, die Flügel abzuwerfen.
- Die Tarsen- oder Fußglieder tragen kissenartige, erweiterte Vorsprünge als Haltevorrichtungen für glatte Oberflächen, die Euplantulae genannt werden. Euplantulae fehlen einigen Gruppen wie etwa den Bodenläusen und Termiten.
- Das Herz besitzt Klappen (Ostien) nicht nur an den Einström- sondern auch an den Ausströmöffnungen (Ausnahme: die Bodenläuse).[9]
- Der besondere Bau des Flügelgelenks[10]. Ausnahmen ergeben sich bei einigen Untergruppen der Schaben.

## Phylogenie und Systematik
Die Zusammengehörigkeit der Gruppe allein ist traditionell umstritten gewesen. Willi Hennig hatte in seinem für die moderne Forschung grundlegenden Werk Die Stammesgeschichte der Insekten noch die Steinfliegen (und die Bodenläuse) aus den (damals schon bekannten) Ordnungen der „niederen“ Neoptera ausgeschlossen und die übrigen in einem Taxon der „Paurometabola“ zusammengefasst. Auch Niels Peder Kristensen konnte in seinem lange Zeit maßgeblichen Werk Phylogeny of Insect Orders die Gruppe nicht aufschlüsseln. Auch folgende molekulare und morphologische Arbeiten ergaben kein schlüssiges Bild. Stattdessen schlug jede neue Analyse ein neues Verzweigungsmuster für die Gruppe vor. Die Frage der gemeinsamen Abstammung sowie die Verwandtschaftsverhältnisse innerhalb der Polyneoptera galten als eines der Hauptprobleme der systematischen Entomologie.
Einen Durchbruch im Verständnis um die Evolution der Polyneoptera waren die phylogenomische Analysen von Misof et al. und Wipfler et al., die konsistente und gut unterstützte Ergebnisse erzielten sowie die morphologischen Anpassungen der Gruppe diskutierten. Danach bilden die Polyneoptera eine gemeinsame Abstammungslinie mit folgenden Verwandtschaftsverhältnissen zwischen den Teilgruppen:
|  | Ohrwürmer (Dermaptera) |
|  |                        |
|  | Bodenläuse (Zoraptera) |
|  |                        |

|  | Schaben und Termiten (Blattodea) |
|  |                                  |
|  | Fangschrecken (Mantodea)         |
|  |                                  |

|  | Grillenschaben (Grylloblattodea) |
|  |                                  |
|  | Gladiatoren (Mantophasmatodea)   |
|  |                                  |

|  | Gespenstschrecken (Phasmatodea) |
|  |                                 |
|  | Tarsenspinner (Embioptera)      |
|  |                                 |

|  | Grillenschaben (Grylloblattodea) |
|  |                                  |
|  | Gladiatoren (Mantophasmatodea)   |
|  |                                  |

|  | Gespenstschrecken (Phasmatodea) |
|  |                                 |
|  | Tarsenspinner (Embioptera)      |
|  |                                 |

|  | Schaben und Termiten (Blattodea) |
|  |                                  |
|  | Fangschrecken (Mantodea)         |
|  |                                  |

|  | Grillenschaben (Grylloblattodea) |
|  |                                  |
|  | Gladiatoren (Mantophasmatodea)   |
|  |                                  |

|  | Gespenstschrecken (Phasmatodea) |
|  |                                 |
|  | Tarsenspinner (Embioptera)      |
|  |                                 |

|  | Grillenschaben (Grylloblattodea) |
|  |                                  |
|  | Gladiatoren (Mantophasmatodea)   |
|  |                                  |

|  | Gespenstschrecken (Phasmatodea) |
|  |                                 |
|  | Tarsenspinner (Embioptera)      |
|  |                                 |

|  | Schaben und Termiten (Blattodea) |
|  |                                  |
|  | Fangschrecken (Mantodea)         |
|  |                                  |

|  | Grillenschaben (Grylloblattodea) |
|  |                                  |
|  | Gladiatoren (Mantophasmatodea)   |
|  |                                  |

|  | Gespenstschrecken (Phasmatodea) |
|  |                                 |
|  | Tarsenspinner (Embioptera)      |
|  |                                 |

|  | Grillenschaben (Grylloblattodea) |
|  |                                  |
|  | Gladiatoren (Mantophasmatodea)   |
|  |                                  |

|  | Gespenstschrecken (Phasmatodea) |
|  |                                 |
|  | Tarsenspinner (Embioptera)      |
|  |                                 |

|  | Schaben und Termiten (Blattodea) |
|  |                                  |
|  | Fangschrecken (Mantodea)         |
|  |                                  |

|  | Grillenschaben (Grylloblattodea) |
|  |                                  |
|  | Gladiatoren (Mantophasmatodea)   |
|  |                                  |

|  | Gespenstschrecken (Phasmatodea) |
|  |                                 |
|  | Tarsenspinner (Embioptera)      |
|  |                                 |

|  | Grillenschaben (Grylloblattodea) |
|  |                                  |
|  | Gladiatoren (Mantophasmatodea)   |
|  |                                  |

|  | Gespenstschrecken (Phasmatodea) |
|  |                                 |
|  | Tarsenspinner (Embioptera)      |
|  |                                 |

|  | Schaben und Termiten (Blattodea) |
|  |                                  |
|  | Fangschrecken (Mantodea)         |
|  |                                  |

|  | Grillenschaben (Grylloblattodea) |
|  |                                  |
|  | Gladiatoren (Mantophasmatodea)   |
|  |                                  |

|  | Gespenstschrecken (Phasmatodea) |
|  |                                 |
|  | Tarsenspinner (Embioptera)      |
|  |                                 |

|  | Grillenschaben (Grylloblattodea) |
|  |                                  |
|  | Gladiatoren (Mantophasmatodea)   |
|  |                                  |

|  | Gespenstschrecken (Phasmatodea) |
|  |                                 |
|  | Tarsenspinner (Embioptera)      |
|  |                                 |

|  | Schaben und Termiten (Blattodea) |
|  |                                  |
|  | Fangschrecken (Mantodea)         |
|  |                                  |

|  | Grillenschaben (Grylloblattodea) |
|  |                                  |
|  | Gladiatoren (Mantophasmatodea)   |
|  |                                  |

|  | Gespenstschrecken (Phasmatodea) |
|  |                                 |
|  | Tarsenspinner (Embioptera)      |
|  |                                 |

|  | Grillenschaben (Grylloblattodea) |
|  |                                  |
|  | Gladiatoren (Mantophasmatodea)   |
|  |                                  |

|  | Gespenstschrecken (Phasmatodea) |
|  |                                 |
|  | Tarsenspinner (Embioptera)      |
|  |                                 |

|  | Schaben und Termiten (Blattodea) |
|  |                                  |
|  | Fangschrecken (Mantodea)         |
|  |                                  |

|  | Grillenschaben (Grylloblattodea) |
|  |                                  |
|  | Gladiatoren (Mantophasmatodea)   |
|  |                                  |

|  | Gespenstschrecken (Phasmatodea) |
|  |                                 |
|  | Tarsenspinner (Embioptera)      |
|  |                                 |

|  | Grillenschaben (Grylloblattodea) |
|  |                                  |
|  | Gladiatoren (Mantophasmatodea)   |
|  |                                  |

|  | Gespenstschrecken (Phasmatodea) |
|  |                                 |
|  | Tarsenspinner (Embioptera)      |
|  |                                 |

|  | Schaben und Termiten (Blattodea) |
|  |                                  |
|  | Fangschrecken (Mantodea)         |
|  |                                  |

|  | Grillenschaben (Grylloblattodea) |
|  |                                  |
|  | Gladiatoren (Mantophasmatodea)   |
|  |                                  |

|  | Gespenstschrecken (Phasmatodea) |
|  |                                 |
|  | Tarsenspinner (Embioptera)      |
|  |                                 |

|  | Grillenschaben (Grylloblattodea) |
|  |                                  |
|  | Gladiatoren (Mantophasmatodea)   |
|  |                                  |

|  | Gespenstschrecken (Phasmatodea) |
|  |                                 |
|  | Tarsenspinner (Embioptera)      |
|  |                                 |

|  | Ohrwürmer (Dermaptera) |
|  |                        |
|  | Bodenläuse (Zoraptera) |
|  |                        |

|  | Schaben und Termiten (Blattodea) |
|  |                                  |
|  | Fangschrecken (Mantodea)         |
|  |                                  |

|  | Grillenschaben (Grylloblattodea) |
|  |                                  |
|  | Gladiatoren (Mantophasmatodea)   |
|  |                                  |

|  | Gespenstschrecken (Phasmatodea) |
|  |                                 |
|  | Tarsenspinner (Embioptera)      |
|  |                                 |

|  | Grillenschaben (Grylloblattodea) |
|  |                                  |
|  | Gladiatoren (Mantophasmatodea)   |
|  |                                  |

|  | Gespenstschrecken (Phasmatodea) |
|  |                                 |
|  | Tarsenspinner (Embioptera)      |
|  |                                 |

|  | Schaben und Termiten (Blattodea) |
|  |                                  |
|  | Fangschrecken (Mantodea)         |
|  |                                  |

|  | Grillenschaben (Grylloblattodea) |
|  |                                  |
|  | Gladiatoren (Mantophasmatodea)   |
|  |                                  |

|  | Gespenstschrecken (Phasmatodea) |
|  |                                 |
|  | Tarsenspinner (Embioptera)      |
|  |                                 |

|  | Grillenschaben (Grylloblattodea) |
|  |                                  |
|  | Gladiatoren (Mantophasmatodea)   |
|  |                                  |

|  | Gespenstschrecken (Phasmatodea) |
|  |                                 |
|  | Tarsenspinner (Embioptera)      |
|  |                                 |

|  | Schaben und Termiten (Blattodea) |
|  |                                  |
|  | Fangschrecken (Mantodea)         |
|  |                                  |

|  | Grillenschaben (Grylloblattodea) |
|  |                                  |
|  | Gladiatoren (Mantophasmatodea)   |
|  |                                  |

|  | Gespenstschrecken (Phasmatodea) |
|  |                                 |
|  | Tarsenspinner (Embioptera)      |
|  |                                 |

|  | Grillenschaben (Grylloblattodea) |
|  |                                  |
|  | Gladiatoren (Mantophasmatodea)   |
|  |                                  |

|  | Gespenstschrecken (Phasmatodea) |
|  |                                 |
|  | Tarsenspinner (Embioptera)      |
|  |                                 |

|  | Schaben und Termiten (Blattodea) |
|  |                                  |
|  | Fangschrecken (Mantodea)         |
|  |                                  |

|  | Grillenschaben (Grylloblattodea) |
|  |                                  |
|  | Gladiatoren (Mantophasmatodea)   |
|  |                                  |

|  | Gespenstschrecken (Phasmatodea) |
|  |                                 |
|  | Tarsenspinner (Embioptera)      |
|  |                                 |

|  | Grillenschaben (Grylloblattodea) |
|  |                                  |
|  | Gladiatoren (Mantophasmatodea)   |
|  |                                  |

|  | Gespenstschrecken (Phasmatodea) |
|  |                                 |
|  | Tarsenspinner (Embioptera)      |
|  |                                 |

|  | Schaben und Termiten (Blattodea) |
|  |                                  |
|  | Fangschrecken (Mantodea)         |
|  |                                  |

|  | Grillenschaben (Grylloblattodea) |
|  |                                  |
|  | Gladiatoren (Mantophasmatodea)   |
|  |                                  |

|  | Gespenstschrecken (Phasmatodea) |
|  |                                 |
|  | Tarsenspinner (Embioptera)      |
|  |                                 |

|  | Grillenschaben (Grylloblattodea) |
|  |                                  |
|  | Gladiatoren (Mantophasmatodea)   |
|  |                                  |

|  | Gespenstschrecken (Phasmatodea) |
|  |                                 |
|  | Tarsenspinner (Embioptera)      |
|  |                                 |

|  | Schaben und Termiten (Blattodea) |
|  |                                  |
|  | Fangschrecken (Mantodea)         |
|  |                                  |

|  | Grillenschaben (Grylloblattodea) |
|  |                                  |
|  | Gladiatoren (Mantophasmatodea)   |
|  |                                  |

|  | Gespenstschrecken (Phasmatodea) |
|  |                                 |
|  | Tarsenspinner (Embioptera)      |
|  |                                 |

|  | Grillenschaben (Grylloblattodea) |
|  |                                  |
|  | Gladiatoren (Mantophasmatodea)   |
|  |                                  |

|  | Gespenstschrecken (Phasmatodea) |
|  |                                 |
|  | Tarsenspinner (Embioptera)      |
|  |                                 |

|  | Schaben und Termiten (Blattodea) |
|  |                                  |
|  | Fangschrecken (Mantodea)         |
|  |                                  |

|  | Grillenschaben (Grylloblattodea) |
|  |                                  |
|  | Gladiatoren (Mantophasmatodea)   |
|  |                                  |

|  | Gespenstschrecken (Phasmatodea) |
|  |                                 |
|  | Tarsenspinner (Embioptera)      |
|  |                                 |

|  | Grillenschaben (Grylloblattodea) |
|  |                                  |
|  | Gladiatoren (Mantophasmatodea)   |
|  |                                  |

|  | Gespenstschrecken (Phasmatodea) |
|  |                                 |
|  | Tarsenspinner (Embioptera)      |
|  |                                 |

|  | Schaben und Termiten (Blattodea) |
|  |                                  |
|  | Fangschrecken (Mantodea)         |
|  |                                  |

|  | Grillenschaben (Grylloblattodea) |
|  |                                  |
|  | Gladiatoren (Mantophasmatodea)   |
|  |                                  |

|  | Gespenstschrecken (Phasmatodea) |
|  |                                 |
|  | Tarsenspinner (Embioptera)      |
|  |                                 |

|  | Grillenschaben (Grylloblattodea) |
|  |                                  |
|  | Gladiatoren (Mantophasmatodea)   |
|  |                                  |

|  | Gespenstschrecken (Phasmatodea) |
|  |                                 |
|  | Tarsenspinner (Embioptera)      |
|  |                                 |

Nach aktuellen Datierungsanalysen begannen sich die rezenten Gruppen im Devon vor etwa 360–400 Millionen Jahren zu trennen. Die letzte Verzweigung der Großgruppen (zwischen Mantophasmatodea und Grylloblattodea) fand im Perm vor etwa 270 Millionen Jahren und damit vor der PT-Grenze statt.